# Municipio de Perry (condado de Tama)
El municipio de Perry (en inglés: Perry Township) es un municipio ubicado en el condado de Tama en el estado estadounidense de Iowa. En el año 2010 tenía una población de 1965 habitantes y una densidad poblacional de 21,05 personas por km².

## Geografía
El municipio de Perry se encuentra ubicado en las coordenadas 42°9′44″N 92°28′13″O / 42.16222, -92.47028. Según la Oficina del Censo de los Estados Unidos, el municipio tiene una superficie total de 93.35 km², de la cual 93.26 km² corresponden a tierra firme y (0.09%) 0.09 km² es agua.

## Demografía
Según el censo de 2010, había 1965 personas residiendo en el municipio de Perry. La densidad de población era de 21,05 hab./km². De los 1965 habitantes, el municipio de Perry estaba compuesto por el 97.91% blancos, el 0.15% eran afroamericanos, el 0.2% eran amerindios, el 0.36% eran asiáticos, el 0.1% eran isleños del Pacífico, el 0.1% eran de otras razas y el 1.17% pertenecían a dos o más razas. Del total de la población el 0.76% eran hispanos o latinos de cualquier raza.